# Niwelacja barometryczna
Niwelacja barometryczna – jeden z rodzajów niwelacji, polega na wyznaczeniu różnicy wysokości poprzez pomiar ciśnienia atmosferycznego w punktach terenowych. Iloczyn różnicy zmierzonego ciśnienia atmosferycznego i tzw. stopnia barometrycznego, czyli przyrostu wysokości na jednostkę ciśnienia, daje wartość różnicy wysokości. 
Stopień barometryczny przyjmuje różne wartości dla różnych regionów geograficznych. W Polsce wynosi około 11,5 m/ 1 mm Hg - czyli przy zmianie wysokości o 11,5 metra ciśnienie atmosferyczne zmieni się o 1 mm słupa rtęci.
Niwelacja barometryczna daje najmniej dokładne wyniki spośród wszystkich rodzajów niwelacji.